# Otarie à fourrure australe
Arctocephalus australis
Espèce
Répartition géographique
Statut de conservation UICN

 LC  : Préoccupation mineure
Statut CITES
L'otarie à fourrure australe (Arctocephalus australis) est un mammifère marin. Ces otaries se reproduisent sur les côtes du Chili et de l'Argentine.

## Description
C'est une otarie de petite taille, elle n'excède pas 1,50 m et 60 kg à l'âge adulte pour les femelles, 1,90 m et 200 kg pour les mâles.[réf. nécessaire]

## Alimentation
Elle se nourrit principalement d'anchois, de Palaemonidae (famille de crevettes), de Nephropidae (famille de homards et langoustines), de céphalopodes et de krill.